# Трабзон
Тра̀бзон или Трапезунт (на старогръцки: Tραπεζοῦς; на турски: Trabzon; на грузински: ტრაპიზონი) е град в Североизточна Турция на Черно море, административен център на едноименния вилает Трабзон.
Тъй като е разположен на историческия Път на коприната, в града се смесват различни религии, езици и култури в продължение на векове. Намира се на стратегически път към Персия на югоизток и към Кавказ на североизток. Венециански и генуезки търговци посещават Трапезунт през Средновековието, продавайки коприна, лен и вълна. И двете републики създават търговски колонии в пределите на града. Трапезунт образува основата на няколко държави през дългата си история и служи като столица на Трапезунтската империя в периода 1204 – 1461 г.
Има население от 312 060 души (преброяване от 2012 г.). Метрополният му регион е населяван от 811 901 души.

## История
С селището е основано през 756 г. пр. Хр. под името Трапезунт от преселници от Синопа. Това е едно от най-източните древногръцки селища по това време. Градът просперира под римска власт, докато не е разрушен и плячкосан от готите след победата им над силите на император Валериан I през 257 г. Тъй като е византийското пристанище най-близо до Армения и е разположен на критично важна граница на империята, градът е построен наново и играе ключова роля в източните кампании на император Юстиниан I (527–565 г.). През IX век градът става столица на новата военна провинция Халдия.
След плячкосването на Константинопол от кръстоносците през 1204 г., двама внуци на Андроник I Комнин избягват и основават независимо разклонение на Византия в Трапезунт, на което император става принц Алексий I Велики Комнин. Макар от време на време да е доминирана от селжукските турци, монголците и визнтийците, Трапезунтската империя оцелява сравнително дълго време, благодарение на изолираността ѝ, трудния достъп до нея и враждите между противниците ѝ. Просперира отчасти заради износа на продуктите си: желязо, сребро, стипца, дрехи, вино и отчасти заради данъците, които налага на преминаващите търговци към и от западните части на Персия. През 1461 г. Трапезунт е подчинен от Османската империя. През османския период той остава предимно турски град (тук е роден султан Сюлейман Великолепни) с изключение на кратък период на руска окупация през Първата световна война, от 1916 до 1918 г. Към началото на ХХ век Трабзон губи значението си, поради построяването на железопътната линия Анкара – Ерзурум.
В днешно време Трабзон е запазил голяма част от средновековния си аспект. Сърцевината на града е разположена върху триъгълно плато между две дълбоки долини. В основата му са запазени останки от римското пристанище. Градският център е ограден от изток и от запад със стени, датиращи от византийско време. Търговският квартал е обособен около базар и парк в източната част на града близо до стария генуезки замък Леонтокастрон.
Историческите паметници включват повечето от градските стени, част от двореца на Комнините и няколко византийски църкви, преустроени в джамии. Сред църквите най-запазена и най-забележителна е „Света София“, която днес е музей с изглед към морето. Изрисувана е през XIII век. Сред по-известните османски паметници е джамията и мавзолея на Гюлбахар хатун – съпруга на Баязид II.

## Икономика
Към 1920 г. британците считат Трабзон за най-важното черноморско пристанище на Османската империя. Търговските пътища на града достигат Табриз и Мосул. Трабзонският тютюн е известен с големите си листа и ярък цвят. Местният зелен фасул се изнася за Европа и към 1920 г. е единственият зеленчук, който се изнася от провинцията. По това време са били развити също птицевъдството и бубарството. Добивали са се мед, сребро, цинк, желязо и манган, като медта се е използвала само от местните казанджии. Производството замира покрай Балканските войни.
През 1957 г. е открито международното летище на града.

## Личности
- Сюлейман I, султан на Османската империя

## Побратимени градове
- Сочи (Русия) (1993)
- Жъджао (Китай) (1997)
- Сигетвар (Унгария) (1998)
- Батуми (Грузия) (2000)
- Ращ (Иран) (2000)
- Занджан (Иран) (2001)